# メバル

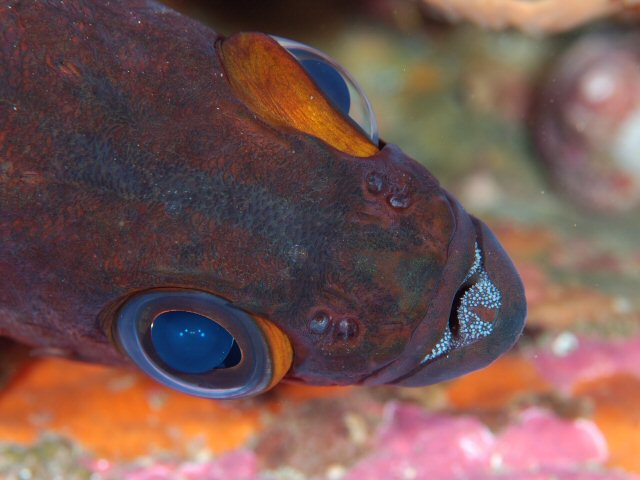
「眼張」の名の由来となった大きな眼

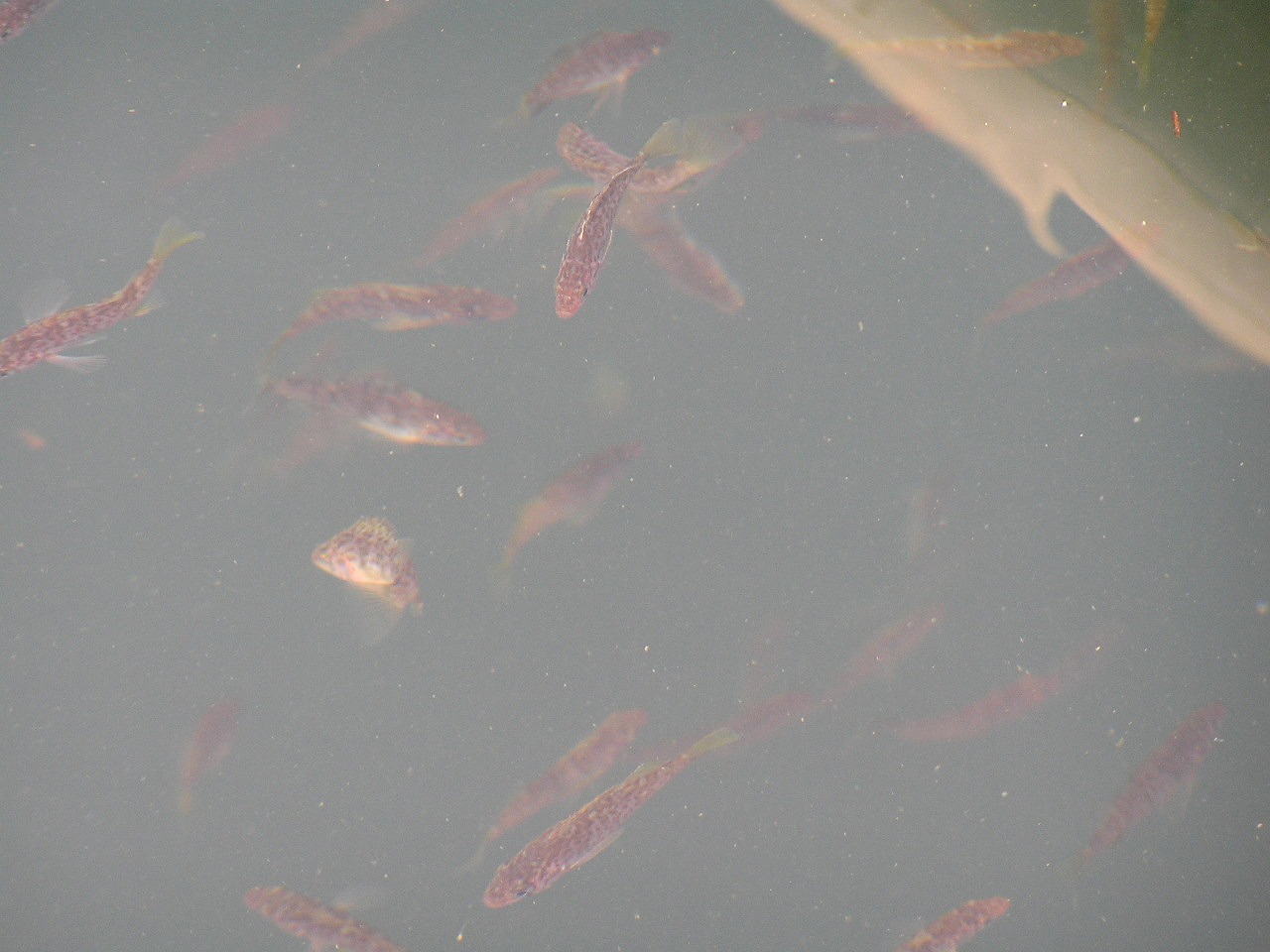
浮桟橋に群がるメバルの子

メバル（鮴、目張、眼張、眼張魚）は、メバル属のうち、日本で古来「メバル」と呼ばれてきた3種（ 学名：Sebastes inermis, Sebastes cheni, Sebastes ventricosus）の総称（2008年以前にはメバル属中の1種と見なされていた）。日本の北海道から九州にかけての沿岸の岩礁域に多く棲息する。
アオテンジョウ、ウキソメバル、ガブ、スケ、ソイ、テンコ、ハチメ、ハツメ、ヒタケ、ホゴ、メバチ、メバリ、メマル、モバチメなど、地域により様々な方言や呼び名が存在する。
日本語では春告げ魚（はるつげうお）との雅称でも呼ばれる。(元々は ニシンを指す言葉であった。)

## 生物的特徴

### 分類
古くは、ヨーロッパの個体を元にキュヴィエの記載したアカメバルと、シーボルトが日本からオランダに持ち帰った個体を元にシュレーゲルが記載したクロメバルが種として認められてきた。
しかし、1935年（昭和10年）に松原喜代松がメバルは1種であると主張し、命名が古い方のアカメバルの学名 Sebastes inermis がメバルの学名となった。
その後の1985年（昭和60年）に陳楽才（チェン）がメバルが数種に分かれると主張し、1988年（昭和63年）にバルスコフと陳が第3の種シロメバルを記載した。2008年（平成20年）8月に日本魚類学会の英文機関誌 "Ichthyological Research" で、これまで同じ種とされてきた「メバル」は、DNA解析によると3種に分類できることが発表された。これに伴い、本項は日本語で「メバル」と総称される人為分類群を扱うものとなっている。元の学名 Sebastes inermis を踏襲したのは「アカメバル」であり、他の2種「シロメバル」と「クロメバル」は近縁の異種である。
表記内容は左から順に、標準和名とそれに対応する漢字表記、学名。

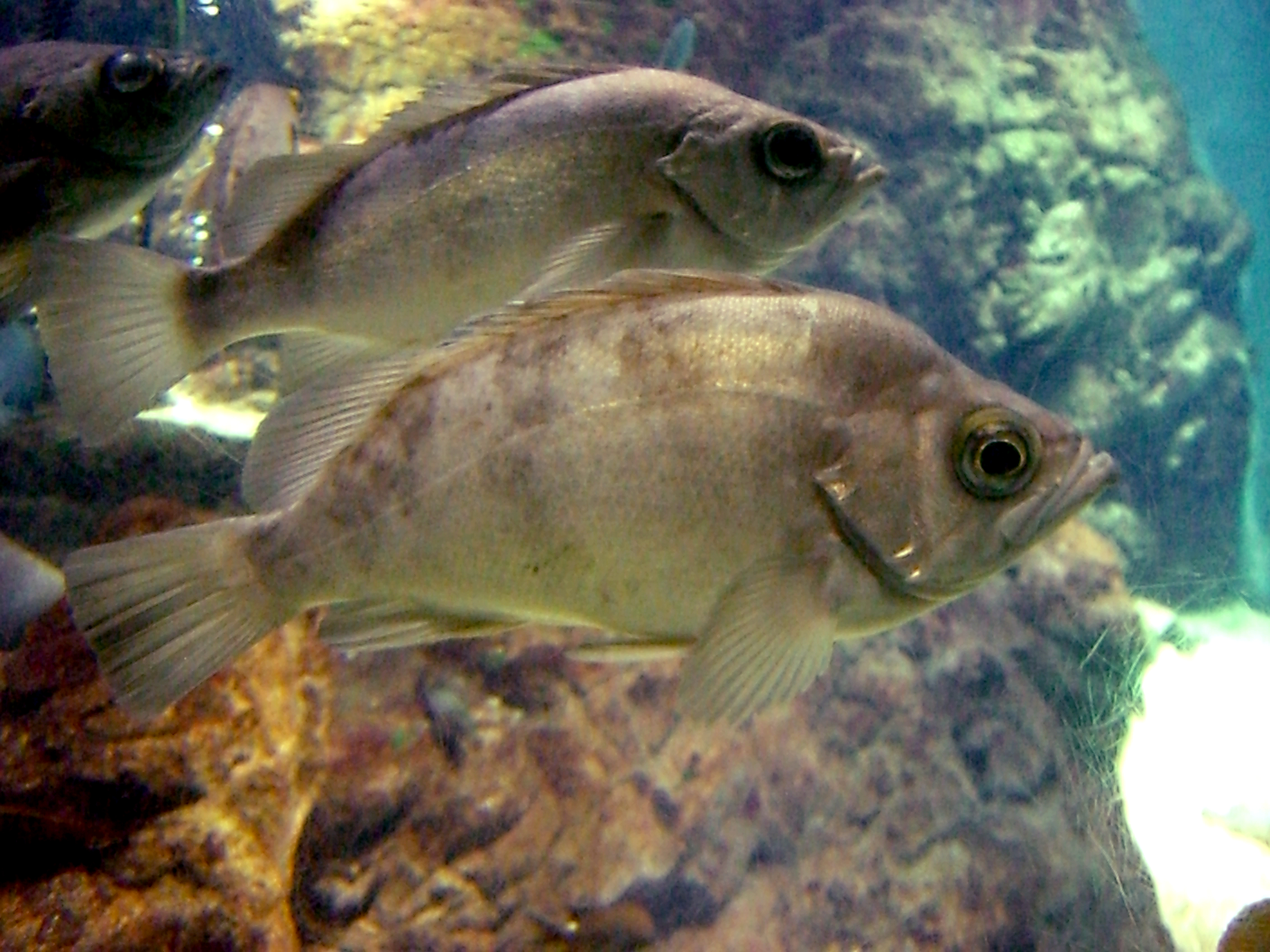
シロメバル（白眼張・白鮴） Sebastes cheni Barsukov, 1988
釣魚としての日本語俗称は「黒（くろ）」。
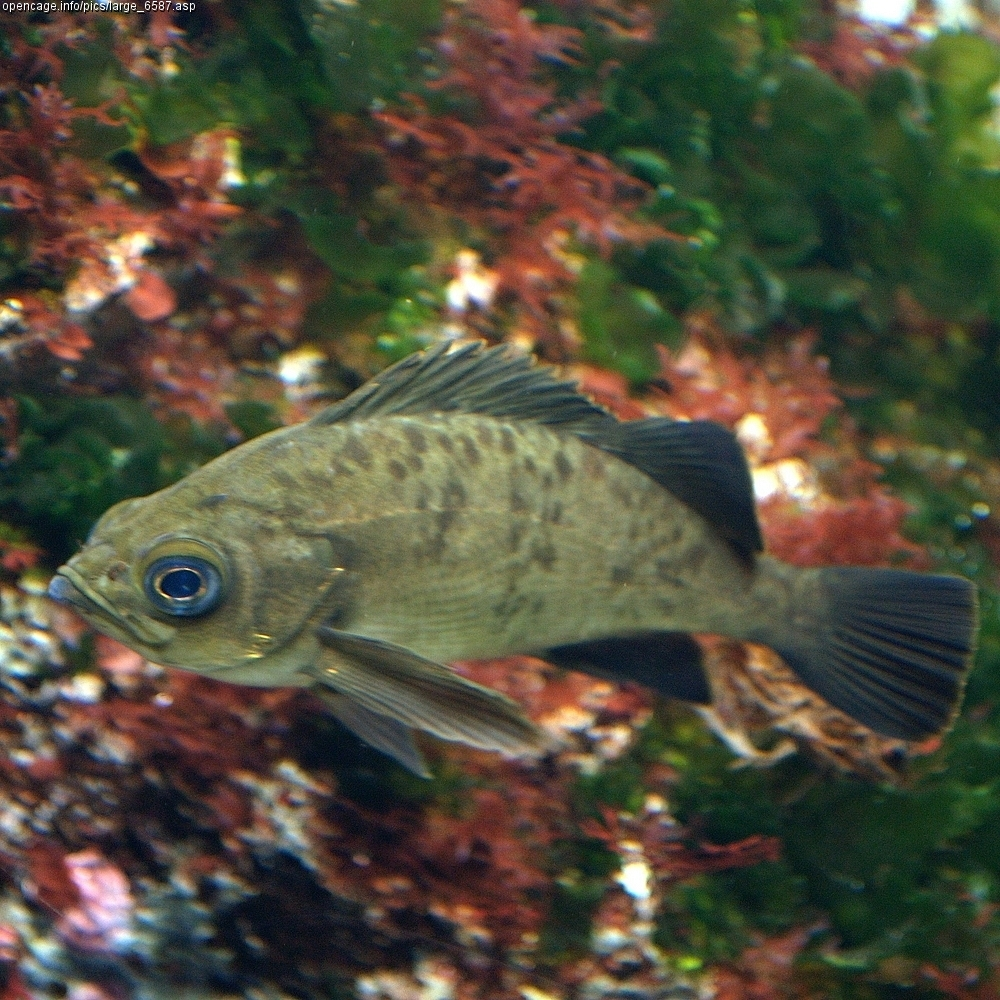
アカメバル（赤眼張・赤鮴） Sebastes inermis Cuvier et Valenciennes, 1829
釣魚としての日本語俗称は「赤（あか）」「金（きん）」。
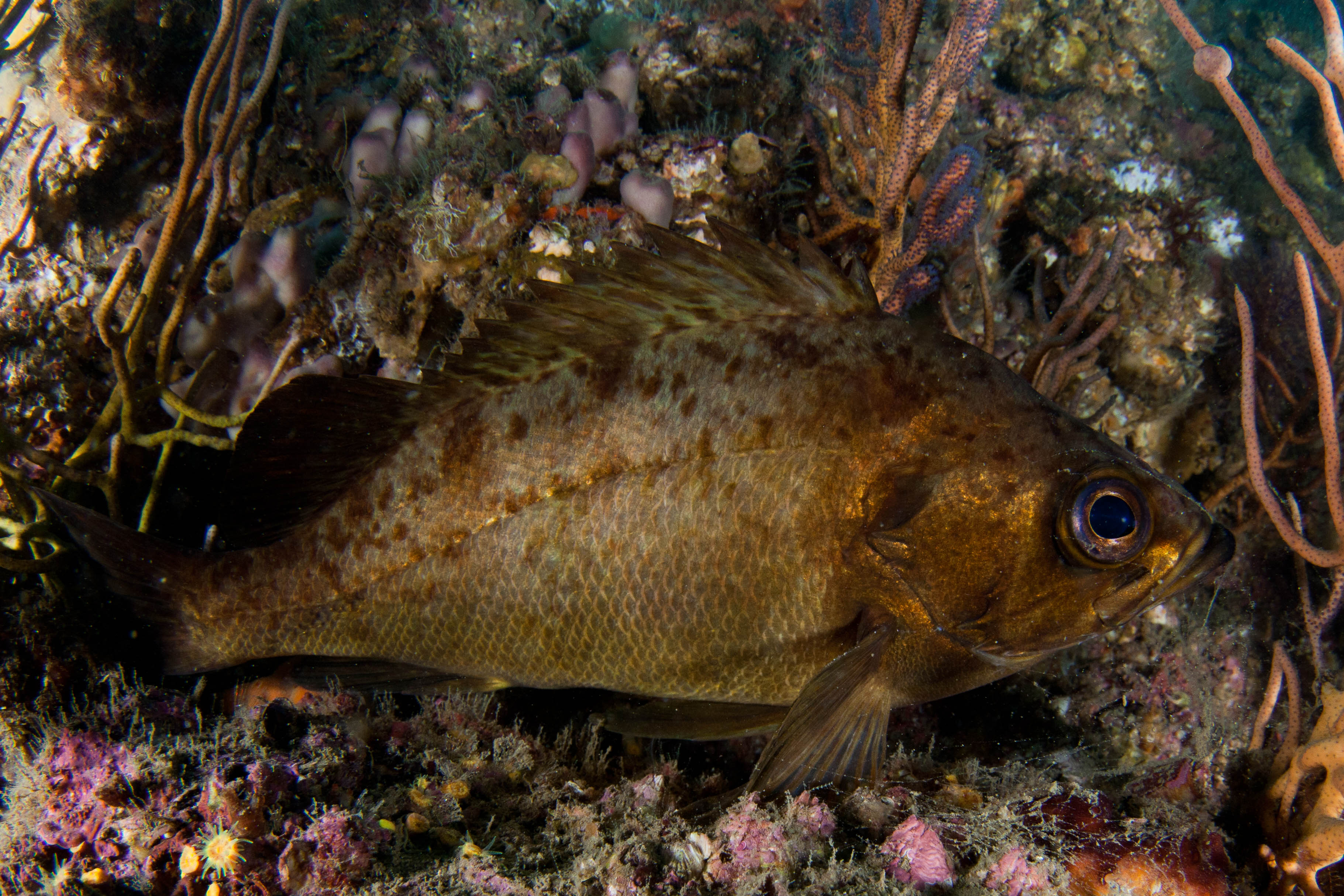
クロメバル（黒眼張・黒鮴） Sebastes ventricosus Temminck et Schlegel, 1843
釣魚としての日本語俗称（呼び分け）は「青（あお）」、「青地（あおじ）」、「ブルーバック」。

- シロメバル
- アカメバル
- クロメバル

### 形態・生態
全長は30cmから20cmほど。体はカサゴよりも幅が薄く、体高が高い。全身は黒褐色で、数本のぼんやりとした黒い横縞がある。口と眼が大きく、「メバル」という和名も大きく張り出した眼に由来する（画像参照）。
日本の北海道南部から九州、朝鮮半島南部に到る海域に分布し、海岸近くの海藻が多い岩礁域に群れをなして棲息する。カサゴのように底にとどまらず、岩礁付近を群れて泳ぎ回るが、垂直に切り立った岩場に沿ってホバリングするように立ち泳ぎすることもある。岩礁の間から温泉が湧き出ている海域では、温泉の上に集まって立ち泳ぎする姿も見られる。食性は肉食で、貝類、多毛類、小型の甲殻類、小魚などを捕食する。夜行性である。
カサゴと同じく卵胎生で、冬に交尾したメスは体内で卵を受精・発生させ、交尾の1ヶ月後くらいに数千匹の稚魚を産む。稚魚は成長するまで海藻の間などに大群を作って生活する。

## 人間との関わり

### 捕獲方法
旬は冬から春で、船、磯、防波堤での釣りや籠漁などで漁獲される。磯、防波堤で釣れるのは黒メバル、沿岸部の岩礁帯や藻場で釣れるのは赤メバルと呼ばれる。保護色による違いと考えられていたが、上述のように別種である。
動くものに襲いかかる習性があるため、釣り餌として生きたスジエビなどがよく使われる。ルアーや擬似餌でも釣ることができる（メバリング）。他に、7cm前後のイワシやカタクチイワシ、サッパ、イカナゴ、ドジョウ、マハゼなどの小魚生き餌を使っての泳がせ釣りや、ゴカイ、 エビなどを生き餌にしてのウキ釣り (float fishing) が知られる。群れで行動する習性があるため、いったん釣れ始めると同じ場所で続けて釣れることが多い。このため、道糸に多数の針をつけた胴つき仕掛けがよく用いられる。
また、カサゴとは違って視力が良いため、細いハリスが用いられる。オニオコゼのような強い毒こそ無いが、東北地方では毒魚として知られ、不用意に握ると刺された部位はわずかに腫れる。鰓蓋（さいがい、えらぶた）や背鰭（せびれ）の棘（とげ）が鋭いため、扱う際には手袋やタオルなどの使用が薦められる。

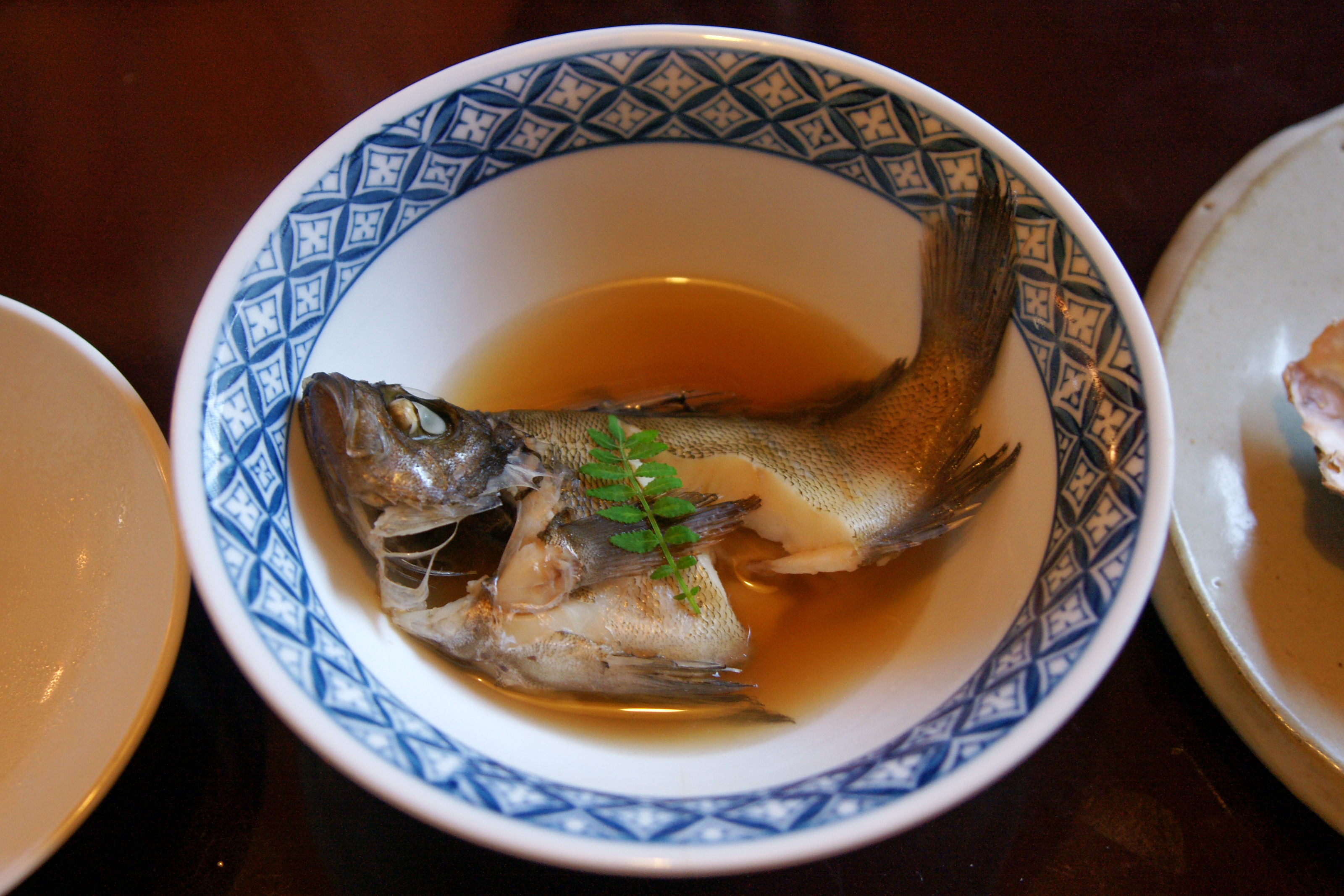
メバルの煮付け（日本料理の一例）

### 食用
脂肪が少なく淡白な白身魚である。内臓を除いただけのものを味噌汁や煮付けなどにし、熱いうちに食べると美味。その他の料理法として、塩焼き・から揚げ・刺身などがある。アクアパッツアなどの洋食も良い。
台湾においても、「平鮋」と称して蒸し魚などにされる。

## 近縁種
- タケノコメバル Sebastes oblongus Günther, 1877
- ウスメバル Sebastes thompsoni Jordan and Hubbs, 1925
- トゴットメバル Sebastes joyneri Günther, 1878
- キツネメバル Sebastes vulpes Doderlein, 1884